# Opañel
Opañel es el nombre que recibe en la ciudad de Madrid el barrio n.° 112, uno de los siete que componen el distrito de Carabanchel. Cuenta con 31.646 habitantes (Padrón Municipal, 2014).
Se encuentra limitado al sur por la avenida de Oporto; al norte y al oeste, por la calle General Ricardos; y al este, por la calle Antonio Leyva, en el distrito de Usera.

## Transporte
Opañel tiene las siguientes estaciones de metro: 
Plaza Elíptica, situada en la avenida de Oporto.
Opañel, en la calle Portalegre, por la cual pasan numerosas líneas de autobuses como las líneas 47, 247, 81, 55, etc.
Y las estaciones de Urgel y Marqués de Vadillo, situadas en la calle General Ricardos.
En la confluencia de la avenida de Oporto con la calle General Ricardos se encuentra la estación de metro de Oporto.
| Línea Metro | Estaciones en Opañel, Carabanchel |
| ----------- | --------------------------------- |
|             | Marqués de Vadillo, Urgel, Oporto |
|             | Plaza Elíptica, Opañel, Oporto    |

## Calles principales
Avenida Oporto
Es una de las calles principales de este barrio, empieza en la Plaza Elíptica y termina en General Ricardos, en ellas hay tiendas de todo tipo.
En Oporto se encuentra un centro Cultural de Carabanchel y en la calle Portalegre, perpendicular a Oporto, está la Escuela Oficial de Idiomas de Carabanchel.
General Ricardos
Es la principal calle de todo Carabanchel y la que cruza todo el distrito. Es el auténtico eje comercial y de comunicación de esta zona.
Tramo final de Camino Viejo de Leganés
Es el principal eje comercial del barrio. Comienza en Urgel (General Ricardos) y finaliza en Pan Bendito. Es una de las calles más animadas. En ella se encuentra todo tipo de comercios.
Por esta zona circula la línea de autobús 118 (Carabanchel Alto-Embajadores), que también discurre por la calle del General Ricardos (la calle principal de Carabanchel).

## Dotaciones

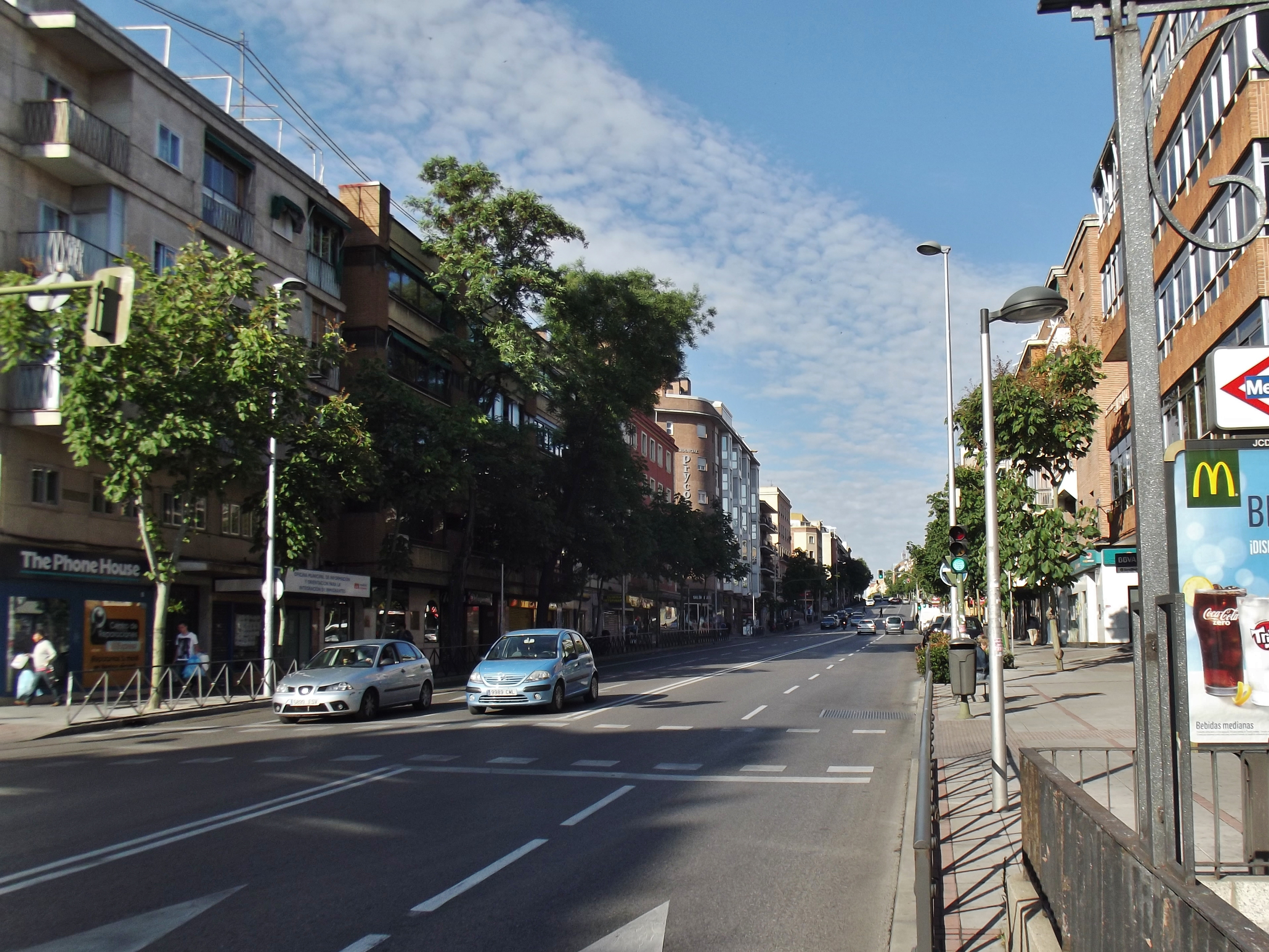
Aspecto de la Calle del General Ricardos

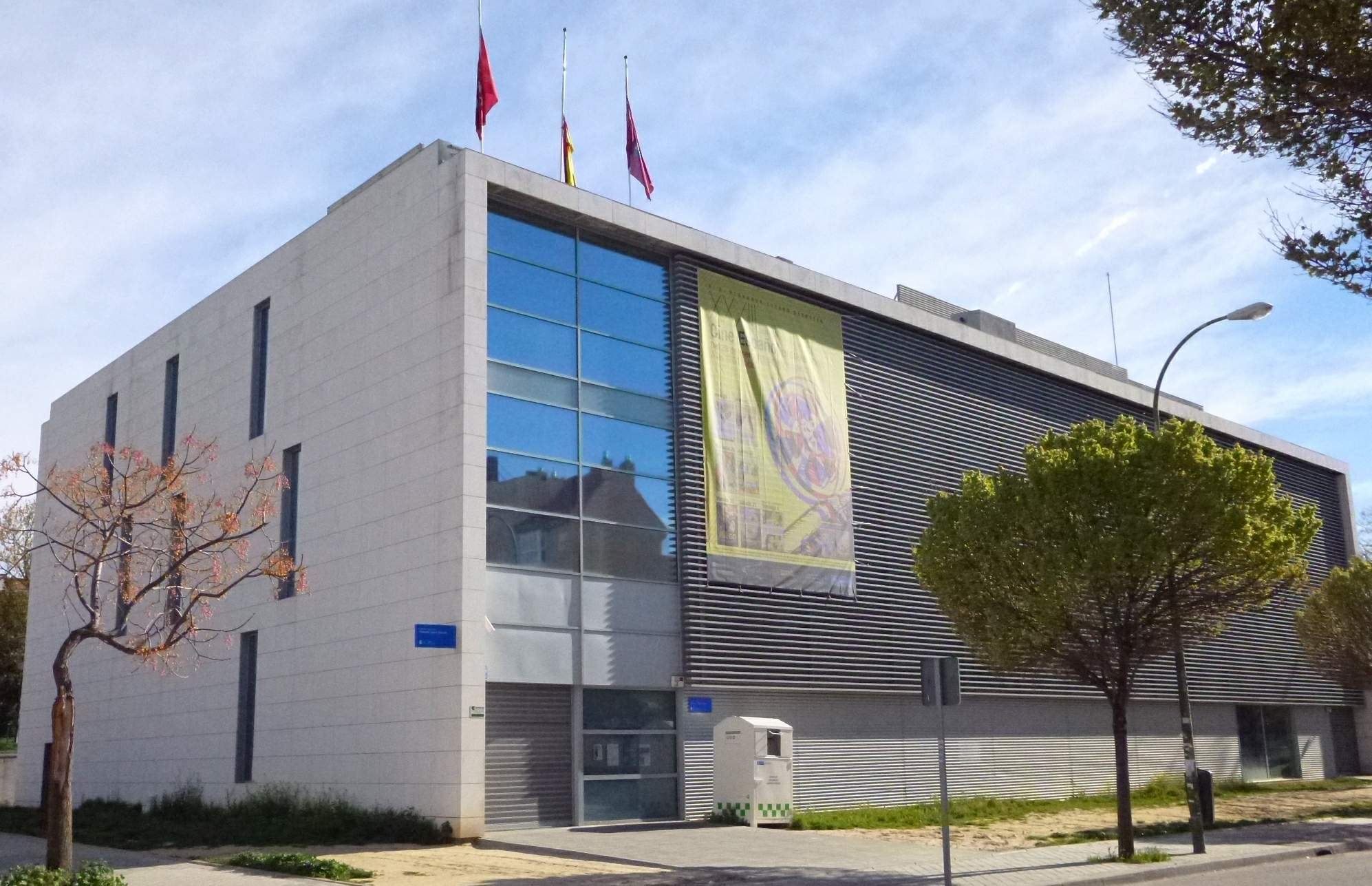
El Centro Cultural Fernando Lázaro Carreter

### Sanitarias
Centros de salud
Opañel cuenta con un centro de salud:
| Centro de salud  | Dirección                         |
| ---------------- | --------------------------------- |
| General Ricardos | C/ General Ricardos, 131 (Opañel) |

### Polideportivos
El polideportivo más próximo es el de San Vicente de Paúl, en el barrio de Abrantes
| Nombre | Dirección | Barrio | San Vicente de Paul | C/Pelícano | Abrantes |

### Cultura y Educación
Centros culturales
| Centro cultural | Dirección             | Barrio | Autobuses               | Metro         |
| --------------- | --------------------- | ------ | ----------------------- | ------------- |
| Oporto          | Avda de Oporto n.º 78 | Opañel | 34 35 55 81 108 118 247 | Opañel Oporto |

Centros Culturales de Mayores
En Opañel se encuentra el centro de mayores Puente de Toledo de la Comunidad de Madrid, C/Mercedes Arteaga. 
Otro centro próximo  es el centro de mayores Tierno Galván, en Abrantes.
| Tierno Galván | Calle de Carrero Juan Ramón n.º 44 | Abrantes |

Educación infantil, primaria y secundaria
En el distrito de Carabanchel, hay 35 guarderías (6 públicas y 29 privadas), 17 colegios públicos de educación infantil y primaria, 8 institutos de educación secundaria y 24 colegios privados (con y sin concierto).

## Zonas verdes
El barrio de Opañel no destaca por sus parques, sin embargo, muy cerca se encuentra un gran parque, el "Parque Emperatriz María Luisa de Austria" (más conocido como "Parque Sur"), situado en el vecino barrio de Abrantes.